# جون غراهام والاس
جون غراهام والاس (بالإنجليزية: John Graham Wallace)‏ هو كاتب بريطاني، ولد في 23 أغسطس 1966.